# Чемпіонат Європи з водних видів спорту 2024
Чемпіонат Європи з водних видів спорту 2024 — 37-й за ліком Чемпіонат Європи з водних видів спорту. Відбувся в Белграді (Сербія) і тривав з 10 до 23 червня 2024 року.

## Артистичне плавання

### Медальний залік[1]
*   Країна-господарка ( Сербія)
| Місце               | Країна              | Золото | Срібло | Бронза | Загалом |
| ------------------- | ------------------- | ------ | ------ | ------ | ------- |
| 1                   | Іспанія             | 4      | 0      | 0      | 4       |
| 2                   | Нідерланди          | 2      | 0      | 2      | 4       |
| 3                   | Австрія             | 2      | 0      | 0      | 2       |
| 4                   | Велика Британія     | 1      | 3      | 3      | 7       |
| 5                   | Греція              | 1      | 2      | 0      | 3       |
| 5                   | Німеччина           | 1      | 2      | 0      | 3       |
| 7                   | Італія              | 0      | 4      | 3      | 7       |
| 8                   | Ізраїль             | 0      | 0      | 2      | 2       |
| 9                   | Франція             | 0      | 0      | 1      | 1       |
| Загалом (9 збірних) | Загалом (9 збірних) | 11     | 11     | 11     | 33      |

### Чоловіки
| Дисципліна             | Золото                         | Золото   | Срібло                         | Срібло   | Бронза                      | Бронза   |
| ---------------------- | ------------------------------ | -------- | ------------------------------ | -------- | --------------------------- | -------- |
| Соло технічна програма | Ранджу Томблін Велика Британія | 191.0293 | Джорджо Мінізіні Італія        | 183.5313 | Кентен Ракотомалала Франція | 174.4708 |
| Соло довільна програма | Денніс Гонсалес Іспанія        | 225.8466 | Ранджу Томблін Велика Британія | 204.4466 | Джорджо Мінізіні Італія     | 185.9800 |

### Жінки
| Дисципліна             | Золото                                       | Золото   | Срібло                                    | Срібло   | Бронза                              | Бронза   |
| ---------------------- | -------------------------------------------- | -------- | ----------------------------------------- | -------- | ----------------------------------- | -------- |
| Соло технічна програма | Васілікі Александрі Австрія                  | 257.4959 | Клара Блеєр Німеччина                     | 253.4772 | Марлос Стінбек Нідерланди           | 238.1667 |
| Соло довільна програма | Васілікі Александрі Австрія                  | 260.5967 | Клара Блеєр Німеччина                     | 242.9617 | Марлос Стінбек Нідерланди           | 240.4816 |
| Дует технічна програма | Нідерланди Брег'є де Брауер Нортьє де Брауер | 264.6584 | Велика Британія Кейт Шортман Ізабелл Торп | 261.0313 | Ізраїль Шеллі Бобріцкі Аріель Нассі | 245.6105 |
| Дует довільна програма | Нідерланди Брег'є де Брауер Нортьє де Брауер | 260.6567 | Велика Британія Кейт Шортман Ізабелл Торп | 256.7184 | Ізраїль Шеллі Бобріцкі Аріель Нассі | 243.6250 |

### Змішані
| Дисципліна                      | Золото                              | Золото   | Срібло                                 | Срібло   | Бронза                                       | Бронза   |
| ------------------------------- | ----------------------------------- | -------- | -------------------------------------- | -------- | -------------------------------------------- | -------- |
| Змішаний дует довільна програма | Іспанія Емма Гарсія Денніс Гонсалес | 189.7938 | Італія Фламінія Верніче Філіппо Пелаті | 188.6250 | Велика Британія Беатріс Красс Ранджу Томблін | 175.1563 |
| Змішаний дует технічна програма | Іспанія Емма Гарсія Денніс Гонсалес | 218.7658 | Італія Фламінія Верніче Філіппо Пелаті | 217.1633 | Велика Британія Беатріс Красс Ранджу Томблін | 202.9817 |

## Плавання

### Медальний залік[2]
*   Країна-господарка ( Сербія)
| Місце               | Країна               | Золото | Срібло | Бронза | Загалом |
| ------------------- | -------------------- | ------ | ------ | ------ | ------- |
| 1                   | Угорщина             | 10     | 9      | 8      | 27      |
| 2                   | Греція               | 5      | 8      | 4      | 17      |
| 3                   | Ізраїль              | 4      | 2      | 1      | 7       |
| 4                   | Польща               | 3      | 6      | 6      | 15      |
| 5                   | Чехія                | 3      | 2      | 2      | 7       |
| 6                   | Туреччина            | 2      | 1      | 3      | 6       |
| 7                   | Україна              | 2      | 1      | 2      | 5       |
| 8                   | Австрія              | 2      | 1      | 0      | 3       |
| 9                   | Швеція               | 2      | 0      | 3      | 5       |
| 10                  | Румунія              | 2      | 0      | 0      | 2       |
| 11                  | Німеччина            | 1      | 3      | 3      | 7       |
| 12                  | Данія                | 1      | 2      | 2      | 5       |
| 13                  | Бельгія              | 1      | 1      | 1      | 3       |
| 13                  | Литва                | 1      | 1      | 1      | 3       |
| 15                  | Ірландія             | 1      | 1      | 0      | 2       |
| 16                  | Португалія           | 1      | 0      | 1      | 2       |
| 16                  | Сербія*              | 1      | 0      | 1      | 2       |
| 18                  | Болгарія             | 1      | 0      | 0      | 1       |
| 18                  | Естонія              | 1      | 0      | 0      | 1       |
| 20                  | Швейцарія            | 0      | 1      | 4      | 5       |
| 21                  | Велика Британія      | 0      | 1      | 1      | 2       |
| 22                  | Боснія і Герцеговина | 0      | 1      | 0      | 1       |
| 22                  | Фінляндія            | 0      | 1      | 0      | 1       |
| Загалом (23 збірні) | Загалом (23 збірні)  | 44     | 42     | 43     | 129     |

### Чоловіки
| Дисципліна                      | Золото | Золото     | Срібло | Срібло       | Бронза | Бронза     |
| ------------------------------- | --- | ---------- | --- | ------------ | --- | ---------- |
| 50 м вільним стилем             | Крістіан Голомєєв Греція | 21.72      | Стержіос Маріос Білас Греція | 21.73        | Владислав Бухов Україна | 21.85      |
| 100 м вільним стилем            | Давід Попович Румунія | 46.88      | Нандор Немет Угорщина | 47.47        | Андрей Барна Сербія | 47.63      |
| 200 м вільним стилем            | Давід Попович Румунія | 1:43.13    | Данас Рапшис Литва | 1:45.65      | Антоніо Дьякович Швейцарія | 1:46.32    |
| 400 м вільним стилем            | Фелікс Аубек Австрія | 3:43.24    | Дімітріос Маркос Греція | 3:47.44      | Антоніо Дьякович Швейцарія | 3:47.62    |
| 800 м вільним стилем            | Михайло Романчук Україна | 7:46.20    | Дімітріос Маркос Греція | 7:48.59      | Жалан Саркані Угорщина | 7:49.29    |
| 1500 м вільним стилем           | Кузей Тунчеллі Туреччина | 14:55.64   | Михайло Романчук Україна | 15:00.99     | Жалан Саркані Угорщина | 15:06.67   |
|                                 | |            | |              | |            |
| 50 м на спині                   | Апостолос Хрістоу Греція | 24.39      | Ксаверій Масюк Польща | 24.63        | Евангелос Макригіанніс Греція | 24.74      |
| 100 м на спині                  | Апостолос Хрістоу Греція | 52.23      | Евангелос Макригіанніс Греція | 52.83        | Ксаверій Масюк Польща | 53.56      |
| 200 м на спині                  | Олександр Желтяков Україна | 1:55.39 NR | Апостолос Сіскос Греція | 1:55.42      | Роман Мітюков Швейцарія | 1:55.75    |
|                                 | |            | |              | |            |
| 50 м брасом                     | Емре Сакчи Туреччина | 26.92      | Ноель де Геус Німеччина | 26.93        | Крістіан Пічугін Ізраїль | 27.02      |
| 100 м брасом                    | Мелвін Імоуду Німеччина | 58.84      | Беркай Омер Огретір Туреччина | 59.23        | Андрюс Шідлаускас Литва | 59.27      |
| 200 м брасом                    | Любомир Єпітропов Болгарія | 2:09.45    | Не вручалося | Не вручалося | Ян Калусовський Польща | 2:10.20    |
| 200 м брасом                    | Ерік Перссон Швеція | 2:09.45    | Не вручалося | Не вручалося | Ян Калусовський Польща | 2:10.20    |
|                                 | |            | |              | |            |
| 50 м батерфляєм                 | Стержіос Маріос Білас Греція                                                                                                   | 23.15      | Зімон Бухер Австрія | 23.19        | Даніель Грачик Чехія | 23.26      |
| 100 м батерфляєм                | Кріштоф Мілак Угорщина | 50.82      | Хуберт Кош Угорщина | 50.96        | Якуб Маєрський Польща | 50.98      |
| 200 м батерфляєм                | Кріштоф Мілак Угорщина | 1:54.43    | Кшиштоф Хмелевський Польща | 1:54.78      | Міхал Хмелевський Польща | 1:55.51    |
|                                 | |            | |              | |            |
| 200 м комплексом                | Хуберт Кош Угорщина | 1:57.21    | Рон Полонський Ізраїль | 1:57.36      | Берке Сака Туреччина | 1:58.62    |
| 400 м комплексом                | Апостолос Папастамос Греція | 4:10.83 NR | Балаж Холло Угорщина | 4:11.51      | Габор Зомборі Угорщина | 4:11.70    |
|                                 | |            | |              | |            |
| естафета 4×100 м вільним стилем | СербіяВелімір Степанович (47.99) Нікола Ачин (48.64) Джастін Цветков (49.41) Андрей Барна (46.86)                              | 3:12.90    | ПольщаМатеуш Хованєц (48.45) Домінік Дудіс (48.60) Ксаверій Масюк (48.04) Каміл Серадзький (48.16) Бартош Пішчзоровіч[a] Павел Коженьовський[a]               | 3:13.25      | ГреціяАпостолос Хрістоу (48.82) Стержіос Маріос Білас (48.50) Крістіан Голомєєв (48.04) Андреас Вазайос (48.37) Одіссеус Меланідіс[a] Евангелос Макригіанніс[a] | 3:13.73    |
| естафета 4×200 м вільним стилем | ЛитваТомаш Навіконіс (1:47.42) Томаш Лукмінас (1:47.66) Кріступас Трепочка (1:48.06) Данас Рапшис (1:44.90) Рокаш Яздаускас[a] | 7:08.04 NR | УгорщинаНандор Немет (1:46.11) Балаж Холло (1:48.09) Річард Мартон (1:47.63) Хуберт Кош (1:47.76) Аттіла Ковач[a] Болдіжар Магда[a]                           | 7:09.59      | ГреціяДімітріос Маркос (1:47.12) Константінос Енглецакіс (1:46.60) Константінос Еммануїл Стамоу (1:48.61) Андреас Вазайос (1:47.40)                             | 7:09.73    |
|                                 | |            | |              | |            |
| естафета 4×100 м комплексом     | АвстріяБернгард Райтсгаммер (54.54) Валентін Баєр (59.87) Зімон Бухер (51.42) Гайко Ґіґлер (47.58)                             | 3:33.41    | ПольщаКсаверій Масюк (54.50) Ян Калусовський (59.74) Якуб Маєрський (51.17) Каміл Серадзький (48.03) Кацпер Стоковський[a] Адріан Яскєвич[a] Домінік Дудіс[a] | 3:33.44      | УкраїнаОлександр Желтяков (53.91) Володимир Лісовець (58.96) Арсеній Ковальов (51.90) Ілля Лінник (48.73)                                                       | 3:33.50 NR |

a  Плавці, що взяли участь лише в попередніх запливах і одержали медалі.

### Жінки
| Дисципліна                      | Золото | Золото     | Срібло | Срібло     | Бронза | Бронза     |
| ------------------------------- | --- | ---------- | --- | ---------- | --- | ---------- |
| 50 м вільним стилем             | Петра Шенанскі Угорщина | 24.56      | Теодора Драку Греція | 24.59      | Юліє Кепп Єнсен Данія | 24.79      |
| 100 м вільним стилем            | Барбора Сіманова Чехія | 53.50 NR   | Барбора Янічкова Чехія | 54.17      | Ніколетт Падар Угорщина | 54.22      |
| 200 м вільним стилем            | Барбора Сіманова Чехія | 1:55.37    | Мінна Абрахам Угорщина | 1:57.22    | Ніколь Майєр Німеччина | 1:57.36    |
| 400 м вільним стилем            | Айна Кешей Угорщина | 4:06.56    | Барбора Сіманова Чехія | 4:06.72    | Францишка Мартінш Португалія | 4:10.94    |
| 800 м вільним стилем            | Айна Кешей Угорщина | 8:29.96    | Флер Льюїс Велика Британія | 8:33.54    | Деніз Ертан Туреччина | 8:34.31    |
| 1500 м вільним стилем           | Вівієн Якль Угорщина | 16:06.37   | Селін Рідер Німеччина | 16:15.98   | Флер Льюїс Велика Британія | 16:17.53   |
|                                 | |            | |            | |            |
| 50 м на спині                   | Деніелл Гілл Ірландія | 27.73      | Теодора Драку Греція | 27.87      | Аделя Піскорська Польща | 28.00      |
| 100 м на спині                  | Аделя Піскорська Польща | 59.79      | Деніелл Гілл Ірландія | 1:00.19    | Рус Ваноттердайк Бельгія | 1:00.58    |
| 200 м на спині                  | Каміла Робело Португалія | 2:08.95 NR | Дора Молнар Угорщина | 2:09.02    | Естер Сабо-Фелтеті Угорщина | 2:09.21    |
|                                 | |            | |            | |            |
| 50 м брасом                     | Домініка Штандера Польща | 30.55      | Веера Ківірінта Фінляндія | 30.65      | Олівія Клінт Іпса Швеція | 30.90      |
| 100 м брасом                    | Енелі Єфімова Естонія | 1:06.41    | Ліза Маміє Швейцарія | 1:07.15    | Олівія Клінт Іпса Швеція | 1:07.73    |
| 200 м брасом                    | Крістина Горська Чехія | 2:23.60    | Клара Рибак-Андерсен Данія | 2:25.20    | Ліза Маміє Швейцарія | 2:26.10    |
|                                 | |            | |            | |            |
| 50 м батерфляєм                 | Сара Юневік Швеція | 25.68      | Рус Ваноттердайк Бельгія | 26.08      | Анна Нтунтунакі Греція | 26.18      |
| 100 м батерфляєм                | Рус Ваноттердайк Бельгія | 57.47      | Георгія Дамасіоті Греція | 57.74      | Сара Юневік Швеція | 58.06      |
| 200 м батерфляєм                | Гелена Росендаль Бах Данія | 2:07.88    | Лана Пудар Боснія і Герцеговина | 2:08.15    | Богларка Капаш Угорщина | 2:08.22    |
|                                 | |            | |            | |            |
| 200 м комплексом                | Анастасія Горбенко Ізраїль | 2:09.75    | Леа Полонскі Ізраїль | 2:11.18    | Барбора Сіманова Чехія | 2:11.48    |
| 400 м комплексом                | Анастасія Горбенко Ізраїль | 4:36.05    | Вівієн Якль Угорщина | 4:38.96    | Жужанна Якабош Угорщина | 4:40.24    |
|                                 | |            | |            | |            |
| естафета 4×100 м вільним стилем | УгорщинаПетра Шенанскі (54.79) Мінна Абрахам (54.43) Панна Уграй (53.88) Ніколетт Падар (53.67) Дора Молнар[b] Жужанна Якабош[b]                                        | 3:36.77 NR | ДаніяЕлізабет Сабре Еббесеен (54.75) Сігне Бро (54.72) Юліє Кепп Єнсен (54.12) Шестін Табор (54.89) Каролін Соренсен[b]              | 3:38.48    | ПольщаКорнелія Ф'єдкевич (55.06) Жужанна Фамулок (55.70) Вікторія Гущ (55.31) Александра Поланська (54.94) Юлія Майк[b]                    | 3:41.01    |
| естафета 4×200 м вільним стилем | ІзраїльАнастасія Горбенко (1:56.74) Дарія Головатий (1:57.94) Айла Спіц (1:59.07) Леа Полонскі (1:58.08) Андреа Мурез[b]                                                | 7:51.83 NR | УгорщинаЛілія Абрахам (1:58.39) Айна Кешей (1:59.26) Дора Молнар (1:59.40) Ніколетт Падар (1:55.87) Жужанна Якабош[b] Панна Уграй[b] | 7:52.92    | ТуреччинаГізем Гювенч (1:59.26) Ела Наз Оздемір (2:00.48) Ечем Денмез (2:00.99) Зехра Дуруп Білджін (2:00.85)                              | 8:01.58 NR |
|                                 | |            | |            | |            |
| естафета 4×100 м комплексом     | ПольщаАделя Піскорська (1:00.40) Домініка Штандера (1:06.07) Пауліна Педа (58.15) Корнелія Ф'єдкевич (54.09) Лаура Бернат[b] Вікторія Пйотровська[b] Жужанна Фамулок[b] | 3:58.71    | УгорщинаЛора Комороці (1:01.08) Естер Бекеші (1:08.49) Панна Уграй (57.91) Ніколетт Падар (54.02) Мінна Абрахам[b]                   | 4:01.50 NR | ДаніяШестін Табор (1:01.97) Клара Рибак-Андерсен (1:08.04) Гелена Росендаль Бах (57.82) Юліє Кепп Єнсен (54.20) Елізабет Сабре Еббесеен[b] | 4:02.03    |

b  Плавчині, що взяли участь лише в попередніх запливах і одержали медалі.

### Змішані
| Дисципліна                      | Золото | Золото  | Срібло | Срібло  | Бронза | Бронза  |
| ------------------------------- | --- | ------- | --- | ------- | --- | ------- |
| естафета 4×100 м вільним стилем | УгорщинаХуберт Кош (49.39) Себастьян Сабо (48.21) Панна Уграй (54.38) Ніколетт Падар (53.71) Бенце Сабадаш[c] Болдіжар Магда[c] Мінна Абрахам[c]                           | 3:25.69 | ПольщаМатеуш Хованєц (48.67) Каміл Серадзький (48.61) Жужанна Фамулок (55.09) Корнелія Ф'єдкевич (54.16) Бартош Пішчзоровіч[c] Домінік Дудіс[c] Вікторія Гущ[c] Александра Поланська[c] | 3:26.53 | НімеччинаМартін Вреде (49.29) Петер Врясі (48.26) Ніколь Майєр (54.68) Ніна Джазі (54.78) Оле Матс Ейдам[c] Майя Вернер[c] Леоні Кульманн[c] | 3:27.01 |
| естафета 4×200 м вільним стилем | УгорщинаРічард Мартон (1:49.43) Балаж Холло (1:46.70) Мінна Абрахам (1:58.61) Ніколетт Падар (1:55.37) Аттіла Ковач[c] Болдіжар Магда[c] Дора Молнар[c]                    | 7:30.11 | ПольщаБартош Пішчзоровіч (1:48.93) Каміл Серадзький (1:46.97) Вікторія Гущ (1:59.05) Жужанна Фамулок (2:00.13) Домінік Дудіс[c] Александра Кноп[c]                                      | 7:35.08 | НімеччинаДанні Шмідт (1:49.45) Філіпп Пешке (1:48.08) Ніколь Майєр (1:58.28) Леоні Кульманн (1:59.75) Ярно Басшнітт[c]                       | 7:35.56 |
| естафета 4×100 м комплексом     | ІзраїльАнастасія Горбенко (59.44) Рон Полонський (59.80) Гал Коен Грумі (51.90) Андреа Мурез (54.60) Айла Спіц[c] Йонатан Ітжакі[c] Аріель Гайон[c] Олексій Глівінський[c] | 3:41.73 | НімеччинаМайя Вернер (1:02.77) Мелвін Імоуду (59.09) Лука Армбрюстер (51.51) Ніна Джазі (54.75) Мікеле Ламберті[c] Франческа Фанджо[c] Іларія Біанкі[c] Леонардо Деплано[c]             | 3:48.12 | УгорщинаХуберт Кош (53.71) Естер Бекеші (1:09.05) Річард Мартон (51.75) Петра Шенанскі (54.28) Адам Яшо[c]                                   | 3:48.79 |

c  Плавці, що взяли участь лише в попередніх запливах і одержали медалі.

## Плавання на відкритій воді

### Медальний залік
*   Країна-господарка ( Сербія)
| Місце               | Країна              | Золото | Срібло | Бронза | Загалом |
| ------------------- | ------------------- | ------ | ------ | ------ | ------- |
| 1                   | Італія              | 3      | 4      | 2      | 9       |
| 2                   | Німеччина           | 2      | 1      | 0      | 3       |
| 3                   | Угорщина            | 2      | 0      | 2      | 4       |
| 4                   | Франція             | 0      | 2      | 2      | 4       |
| 5                   | Іспанія             | 0      | 0      | 1      | 1       |
| Загалом (5 збірних) | Загалом (5 збірних) | 7      | 7      | 7      | 21      |

### Чоловіки
| Дисципліна | Золото                       | Золото    | Срібло                     | Срібло    | Бронза                  | Бронза    |
| ---------- | ---------------------------- | --------- | -------------------------- | --------- | ----------------------- | --------- |
| 5 км       | Девід Бетлехем Угорщина      | 53:28.3   | Марк-Антуан Олів'є Франція | 53:28.7   | Марсело Гуіді Італія    | 53:30.8   |
| 10 км      | Грегоріо Пальтріньєрі Італія | 1:49:19.6 | Марк-Антуан Олів'є Франція | 1:49:41.0 | Девід Бетлехем Угорщина | 1:49:41.2 |
| 25 км      | Даріо Верані Італія          | 5:08:50.9 | Маттео Фурлан Італія       | 5:08:56.6 | Аксель Реймон Франція   | 5:09:00.5 |

### Жінки
| Дисципліна | Золото                  | Золото    | Срібло                   | Срібло    | Бронза                      | Бронза    |
| ---------- | ----------------------- | --------- | ------------------------ | --------- | --------------------------- | --------- |
| 5 км       | Леоні Бек Німеччина     | 58:25.3   | Жіневра Таддеуччі Італія | 58:26.5   | Беттіна Фабіан Угорщина     | 58:28.7   |
| 10 км      | Леоні Бек Німеччина     | 2:00:54.8 | Барбара Поццобон Італія  | 2:00:54.9 | Джулія Габбріеллескі Італія | 2:00:58.5 |
| 25 км      | Барбара Поццобон Італія | 5:25:37.7 | Ліа Бой Німеччина        | 5:28:39.6 | Кандела Санчес Італія       | 5:29:15.2 |

### Змішані
| Дисципліна             | Золото                                                              | Золото    | Срібло                                                                       | Срібло    | Бронза                                                                | Бронза    |
| ---------------------- | ------------------------------------------------------------------- | --------- | ---------------------------------------------------------------------------- | --------- | --------------------------------------------------------------------- | --------- |
| Командні змагання 5 км | Угорщина Міра Шімчак Беттіна Фабіан Девід Бетлехем Кріштоф Рашовскі | 1:06:07.7 | Італія Джулія Габбріеллескі Жіневра Таддеуччі Андреа Філаделлі Марсело Гуіді | 1:06:28.6 | Франція Каролін Жуїсс Ошана Кассіньйоль Саша Веллі Марк-Антуан Олів'є | 1:06:51.7 |

## Стрибки у воду

### Медальний залік[3]
*   Країна-господарка ( Сербія)
| Місце               | Країна              | Золото | Срібло | Бронза | Загалом |
| ------------------- | ------------------- | ------ | ------ | ------ | ------- |
| 1                   | Велика Британія     | 4      | 0      | 3      | 7       |
| 2                   | Іспанія             | 3      | 3      | 0      | 6       |
| 3                   | Франція             | 2      | 1      | 2      | 5       |
| 4                   | Україна             | 1      | 2      | 1      | 4       |
| 4                   | Швеція              | 1      | 2      | 1      | 4       |
| 6                   | Польща              | 1      | 1      | 1      | 3       |
| 7                   | Австрія             | 1      | 0      | 0      | 1       |
| 8                   | Італія              | 0      | 3      | 1      | 4       |
| 9                   | Німеччина           | 0      | 1      | 2      | 3       |
| 10                  | Норвегія            | 0      | 1      | 0      | 1       |
| 11                  | Ірландія            | 0      | 0      | 1      | 1       |
| Загалом (11 збірна) | Загалом (11 збірна) | 13     | 14     | 12     | 39      |

### Чоловіки
| Дисципліна                  | Золото                            | Золото | Срібло                                    | Срібло | Бронза                                 | Бронза |
| --------------------------- | --------------------------------- | ------ | ----------------------------------------- | ------ | -------------------------------------- | ------ |
| Трамплін 1 метр             | Анджей Решутек Польща             | 394.40 | Маттео Санторо Італія                     | 391.70 | Стефано Белотті Італія                 | 370.50 |
| Трамплін 3 метри            | Ґвендал Біш Франція               | 440.75 | Маттео Санторо Італія                     | 431.55 | Метью Діксон Велика Британія           | 431.15 |
| Вишка 10 метрів             | Роббі Лі Велика Британія          | 489.45 | Карлос Камачо дель Хойо Іспанія           | 432.70 | Бен Катмор Велика Британія             | 429.90 |
| Синхронний трамплін 3 метри | Франція Жуль Бує Алексі Жандар    | 404.52 | Іспанія Хуан Пабло Кортес Ніколас Гарсія  | 379.08 | Польща Каспер Лесяк Анджей Ржешутек    | 375.24 |
| Синхронна вишка 10 метрів   | Австрія Антон Кнолль Даріуш Лофті | 367.05 | Італія Франческо Казаліні Хуліан Верзотто | 356.88 | Велика Британія Бен Катмор Іян Маккейб | 350.70 |

### Жінки
| Дисципліна                  | Золото                                           | Золото | Срібло                                 | Срібло | Бронза                           | Бронза          |
| --------------------------- | ------------------------------------------------ | ------ | -------------------------------------- | ------ | -------------------------------- | --------------- |
| Трамплін 1 метр             | Ельна Відерстрьом Швеція                         | 264.25 | Александра Блажовська Польща           | 259.65 | Емілія Нільссон Швеція           | 259.05          |
| Трамплін 3 метри            | Дешарн Бент-Ашмейл Велика Британія               | 305.15 | Гелле Туксен Норвегія                  | 243.20 | Клер Краян Ірландія              | 240.55          |
| Вишка 10 метрів             | Ана Карвахаль Іспанія                            | 287.90 | Софія Лискун Україна                   | 278.10 | Не нагороджуали                  | Не нагороджуали |
| Вишка 10 метрів             | Ана Карвахаль Іспанія                            | 287.90 | Емілі Галіфакс Франція                 | 278.10 | Не нагороджуали                  | Не нагороджуали |
| Синхронний трамплін 3 метри | Велика Британія Дешарн Бент-Ашмейл Емі Роллінсон | 269.10 | Швеція Ніна Янмір Елна Відестрем       | 258.75 | Франція Наїс Жіллє Джульжт Ланді | 243.33          |
| Синхронна вишка 10 метрів   | Україна Ксенія Байло Софія Лискун                | 288.78 | Іспанія Валерія Антоліно Ана Карвахаль | 260.67 | Франція Джейд Жіллє Наїс Жіллє   | 240.60          |

### Змішані змагання
| Дисципліна       | Золото                                                   | Золото | Срібло                                                                       | Срібло | Бронза                                                                    | Бронза |
| ---------------- | -------------------------------------------------------- | ------ | ---------------------------------------------------------------------------- | ------ | ------------------------------------------------------------------------- | ------ |
| Трамплін 3 метри | Велика Британія Бен Катмор Дешарн Бент-Ашмейл            | 268.50 | Швеція Еліас Петерсен Емілія Нільссон                                        | 261.42 | Німеччина Лоу Массенберг Яна Ліза Ротер                                   | 260.85 |
| Вишка 10 метрів  | Іспанія Карлос Камачо Валерія Антоліно                   | 274.50 | Німеччина Том Вальдштейнер Кароліна Кордес                                   | 266.34 | Україна Марко Барсуков Ксенія Байло                                       | 256.02 |
| Команда          | Іспанія Карлос Камачо Валерія Антоліно Хуан Пабло Кортес | 367.65 | Україна Данило Аванесов Станіслав Оліферчик Каріна Глижіна Ганна Письменська | 357.00 | Німеччина Кароліна Кордес Яна Ліза Ротер Лоу Массенберг Луїс Авіла Санчес | 266.34 |